# Erdélyi István (régész)
Erdélyi István (Nagyvárad, 1931. augusztus 28. – Göd, 2020. április 7.) magyar régész, történész. Az ELTE Bölcsészettudományi Kar egykor tanára.

## Életrajza
Középfokú tanulmányait 1950-ben fejezte be a Szentendrei Állami Gimnáziumban, majd 1950-1955 között az ELTE BTK nappali tagozatán, régészet-muzeológia szakán tanult, ahol 1955-ben szerzett diplomát. Diplomamunkája címe: A jánoshidai avarkori temető. 1959-ben szerezte meg a kandidátusi fokozatot a Leningrádi Állami Egyetemen, A magyarok Levédiában című dolgozatával, 1975-ben pedig az MTA akadémiai doktor tudományos fokozatot Az avarság és Kelet a régészeti források tükrében című disszertációjával.
Munkahelyei: 1945-1955 között gyakornok a Magyar Nemzeti Múzeumnál, Budapesten; 1955-1959 között aspiráns a Leningrádi Állami Egyetem Régészeti Tanszékén, Leningrád (Szovjetunió); 1959-1992 között az MTA Régészeti Kutatócsoport, tudományos főmunkatárs, tud. titkár, nemzetközi ügyek titkára, tud. részlegvezető, tud. tanácsadó; 1968–1971 és 1981–1983 között Moszkva SzUTA Régészeti Intézete, tudományos vendég főmunkatárs; 1991–1994 között Miskolci Bölcsésztudományi Kar, Régészeti Tanszék tanszékvezető tanár; 1993–1998 között Károli Gáspár Református Egyetem, BTK tanár, intézetvezető, dékánhelyettes; 1992–1994 között az ELTE Bölcsészettudományi Kar Belsőázsiai Intézet AKA ösztöndíjas; 1994–1999 között ELTE BTK Belsőázsiai Intézet óraadó tanár; 1999–től JPTE Ázsia Központ oktató. A Kurultáj és a Magyar Turán Alapítvány állandó tudományos tanácsadója volt.

## Szakmai tagságok
- Magyar Régészeti és Művészettörténeti Társulat (1954)
- Néprajzi Társaság (1954)
- Kőrösi Csoma Társaság (1971)
- Nemzetközi Szláv Régészeti Unió (1971–1989)
- Magyar Őstörténeti Munkaközösség (1995)
- Sashegyi Sándor Baráti Társaság Egyesület (1999)
- Magyar Régész Szövetség (2006)

## Kitüntetések, díjak

### Állami kitüntetések
- Munka Érdemrend ezüst fokozat (1977)

### Szakmai díjak, elismerések
- Kőrösi Csoma-díj (1997)

## Fontosabb szakmai tevékenységei
- Tápiószele (Pest megye) (1954)
- Környe (Komárom-Esztergom megye) (1955)
- Kusulevo (Baskiria) (1958)
- Pilismarót-Basaharc (Pest megye) (1959–1960)
- Pomáz, Holdvilág-árok (Pest megye) (1962–1966)
- Mongólia: mongol-magyar közös régészeti expedíciók társvezetője (1961–1990)
- Majackoje (Oroszország) szovjet-magyar-bolgár közös régészeti expedíció, a magyar kutatócsoport vezetője (1976–1982)
- Fenékpuszta (Zala megye) (1976–1983)
- Gergelyiugornya (Szabolcs-Szatmár-Bereg megye) (1965–1968)
- Panyola (Szabolcs-Szatmár-Bereg megye) (1991–1999)

## Fontosabb publikációi
- Erdélyi István: A jánoshidai avarkori temető. Budapest, 1958 (Régészeti Füzetek Ser.II. 1)
- Erdélyi István: Avar művészet. Budapest, 1966 (öt nyelven)
- Erdélyi István – Ojtozi Eszter – Wladimir Gening: Das Gräberfeld von Newolino. Budapest, 1969 (AH 46)
- Erdélyi István – Salamon Ágnes: Das völkerwanderungszeitliche Gräberfeld von Környe. Budapest, 1971 (StudArch 5.)
- Erdélyi István – Sugár Lajos – Zsebeházy György: Vulkánok tövében, vulkánok tetején. Budapest, 1977
- Erdélyi István: Les anciens Hongrois et les ethnies voisines à l'Est. Budapest, 1977
- Erdélyi István: Az avarság és Kelet a régészeti források tükrében. Budapest, 1982
- Erdélyi István: Ázsiai lovas nomádok. Budapest, 1982
- Erdélyi István – Sugár Lajos: Embert keresünk. Budapest, 1985
- Erdélyi István: A magyar honfoglalás és előzményei. Budapest, 1986
- Erdélyi István: Pannóniai Húsvét. Budapest, 1987
- Erdélyi István: Sumér rokonság? Budapest, 1990
- Erdélyi István: A Bajkáltól a Balatonig. Régészeti adatok a töröknyelvű népek történetéhez. Budapest, 1997
- Erdélyi István: Sir Aurel Stein Bibliography 1885–1943. Bloomington 1999 (Arcadia Bibliographia Virorum Eruditorum 17.)
- Archaeological expeditions in Mongolia; Mundus, Bp., 2000 (Mundus library of oriental studies)
- Őstörténeti-régészeti fogalomtár; AndTECH, Bp., 2001
- A magyar honfoglalás és előzményei; Mundus, Bp., 2002 (A magyar műveltség 1100 éve)
- Hol sírjaik domborultak... A honfoglaló magyarság temetői a Kárpátmedencében; Magyar Őstörténeti Munkaközösség Egyesület, Göd, 2003 (Őstörténeti füzetek)
- Őseink nyomában. A magyar őstörténet kutatása a XX. században; Masszi, Bp., 2004
- Régészek a világ tetején. Expedíció a Pamír hegységben; Aranyszarvas, Nyíregyháza, 2008
- Scythia Hungarica. A honfoglalás előtti magyarság régészeti emlékei; Mundus, Bp., 2008 (Mundus – régészeti tanulmányok)
- A Magyar Őstörténeti Munkaközösség Egyesület III. gödi konferenciája; szerk. Erdélyi István; Napkút, Bp., 2009 (Őstörténeti füzetek)
- Erdélyi István–Ráduly János: A Kárpát-medence rovásfeliratos emlékei a Kr. u. 17. századig; Masszi, Bp., 2010
- Dél és Észak. Régészeti emlékek; Cédrus Művészeti Alapítvány–Napkút, Bp., 2011 (Ómúltunk tára)
- Füzesséry Magdolna, az elfelejtett erdélyi művésznő; Napkút, Bp., 2011 (Káva téka)
- Magyar őstörténeti minilexikon; Cédrus Művészeti Alapítvány–Napkút, Bp., 2012

## Tanulmányok, folyóiratcikkek
- Erdélyi István: Az avarkori csontmegmunkálás néhány kérdéséről. Archeológiai Értesítő 83/1 (1956) 46–50.
- Erdélyi István – Szimonova Eugenia: Grabung in der Gemarkung von Vásárosnamény. SlovArch 33/2 (1985) 379–396.
- Turán című lap szerkesztője 1999–től